# Élections législatives partielles au cours de la Ire législature de la Cinquième République française
Des élections législatives partielles ont eu lieu durant la Ire législature de l'Assemblée nationale.

## Liste
| # | Dates de l’élection         | Circonscription             | Député élu lors des élections législatives de 1958 | Parti | Parti | Groupe | Député élu ou réélu lors de l'élection partielle | Parti | Parti | Groupe | Raison de la tenue d'une élection partielle                                                                                         |
| - | --------------------------- | --------------------------- | -------------------------------------------------- | ----- | ----- | ------ | ------------------------------------------------ | ----- | ----- | ------ | --- |
| 1 | 22 février 1959             | 5e du Haut-Rhin             | Henri Ulrich                                       |       | MRP   | RPCD   | Henri Ulrich                                     |       | MRP   | RPCD   | Élection de novembre 1958 invalidée par la Commission constitutionnelle provisoire,                                                 |
| 2 | 22 février et 1er mars 1959 | 1re de la Charente-Maritime | Alain de Lacoste-Lareymondie                       |       | CNIP  | IPAS   | Alain de Lacoste-Lareymondie                     |       | CNIP  | IPAS   | Élection de novembre 1958 invalidée par la Commission constitutionnelle provisoire,                                                 |
| 3 | 22 février et 1er mars 1959 | 3e de la Drôme              | Henri Durand                                       |       | CNIP  | IPAS   | Henri Durand                                     |       | CNIP  | IPAS   | Élection de novembre 1958 invalidée par la Commission constitutionnelle provisoire,                                                 |
| 4 | 5 et 12 avril 1959          | 3e de l'Ardèche             | Albert Liogier                                     |       | UNR   | UNR    | Albert Liogier                                   |       | UNR   | UNR    | Élection de novembre 1958 invalidée par la Commission constitutionnelle provisoire,                                                 |
| 5 | 14 juin 1959                | 2e de La Réunion            | Valère Clément                                     |       | UNR   | UNR    | Valère Clément                                   |       | UNR   | UNR    | Élection de novembre 1958 invalidée par le Conseil constitutionnel                                                                  |
| 6 | 12 juillet 1959             | 14e de l'Algérie francaise  | Léopold Morel                                      |       | SE    | RNUR   | Roger Roth                                       |       | SE    | RNUR   | Élu au sénat |
| 7 | 22 et 29 mai 1960           | 1re de Maine-et-Loire       | Jean Foyer (suppléant de Victor Chatenay)          |       | UNR   | UNR    | Jacques Millot                                   |       | UNR   | UNR    | Nommé au Conseil constitutionnel, sont remplaçant est finalement nommé au Gouvernement, une élection partielle est alors organisée. |
| 8 | 4 et 11 juin 1961           | 7e de la Seine              | René Moatti                                        |       | UNR   | UNR    | Gabriel Kaspereit                                |       | UNR   | UNR    | Démissionnaire |
| 9 | 4 mars 1962                 | Comores                     | Saïd Mohamed Ben Chech Abdallah Cheikh             |       | UDSR  | UNR    | Ahmed Mohamed                                    |       | UNR   | UNR    | Démissionnaire |

## Résultats cumulés
| Parti          | Parti                                          | Premier tour | Premier tour | Second tour | Second tour | Sièges |
| Parti          | Parti                                          | Voix         | %            | Voix        | %           | Sièges |
| -------------- | ---------------------------------------------- | ------------ | ------------ | ----------- | ----------- | ------ |
|                | Union pour la nouvelle République              | 128 631      | 33,33        | 41 606      | 26,53       | 5      |
|                | Divers                                         | 128 352      | 33,26        | 1 795       | 1,14        | 1      |
|                | Parti communiste français                      | 41 997       | 10,88        | 49 679      | 31,68       | 0      |
|                | Centre national des indépendants et paysans    | 39 337       | 10,19        | 47 856      | 30,51       | 2      |
|                | Mouvement républicain populaire                | 19 078       | 4,94         |             |             | 1      |
|                | Divers gauche                                  | 11 785       | 3,05         | 9 296       | 5,93        | 0      |
|                | Section française de l'Internationale ouvrière | 9 427        | 2,44         |             |             |        |
|                | Modérés                                        | 5 773        | 1,50         | 6 606       | 4,21        | 0      |
|                | Parti socialiste unifié                        | 1 187        | 0,3          |             |             |        |
|                | Divers droite                                  | 275          | 0,07         |             |             |        |
|                |                                                |              |              |             |             |        |
| Inscrits       | Inscrits                                       | 696 666      | 100,00       | 278 232     | 100,00      | 9      |
| Abstentions    | Abstentions                                    | 300 125      | 43,08        | 116 191     | 41,76       |        |
| Votants        | Votants                                        | 396 541      | 56,92        | 162 041     | 58,24       |        |
| Blancs et nuls | Blancs et nuls                                 | 10 659       | 2,69         | 5 203       | 3,21        |        |
| Exprimés       | Exprimés                                       | 385 882      | 97,31        | 156 838     | 96,79       |        |

## Élections partielles en 1959

### Cinquième circonscription du Haut-Rhin
| | Henri Ulrich sortant réélu | MRP            | 15 617 | 50,77  |  |  |  |
| | Charles Kroepflé           | UNR            | 9 486  | 30,84  |  |  |  |
| | Eugène Haffner             | PCF            | 3 655  | 11,88  |  |  |  |
| | Pierre Martin              | SFIO           | 2 002  | 6,5    |  |  |  |
| |                            |                |        |        |  |  |  |
| Inscrits | Inscrits                   | Inscrits       | 59 135 | 100,00 |  |  |  |
| Abstentions | Abstentions                | Abstentions    | 27 129 | 45,88  |  |  |  |
| Votants | Votants                    | Votants        | 32 006 | 54,12  |  |  |  |
| Blancs et nuls | Blancs et nuls             | Blancs et nuls | 1 246  | 3,89   |  |  |  |
| Exprimés | Exprimés                   | Exprimés       | 30 760 | 96,11  |  |  |  |
| Source : France, Ministère de l'intérieur. Les Elections législatives . Métropole., la Documentation française, 1960 (lire en ligne) |                            |                |        |        |  |  |  |

### Première circonscription de la Charente-Maritime
| Candidat | Candidat                                   | Parti          | Premier tour | Premier tour | Second tour | Second tour |  |
| Candidat | Candidat                                   | Parti          | Voix         | %            | Voix        | %           |  |
| --- | ------------------------------------------ | -------------- | ------------ | ------------ | ----------- | ----------- |  |
| | Alain de Lacoste-Lareymondie sortant réélu | CNIP           | 14 256       | 38,53        | 21 977      | 60,39       |  |
| | Georges Gosnat                             | PCF            | 10 617       | 28,70        | 14 413      | 39,61       |  |
| | Michel Noel                                | Divers droite  | 5 496        | 15,87        |             |             |  |
| | Franc Lapeyre                              | Divers gauche  | 5 225        | 14,86        |             |             |  |
| | Rolland Vidamant                           | MRP            | 1 403        | 3,79         |             |             |  |
| |                                            |                |              |              |             |             |  |
| Inscrits | Inscrits                                   | Inscrits       | 60 074       | 100,00       | 60 074      | 100,00      |  |
| Abstentions | Abstentions                                | Abstentions    | 22 445       | 37,36        | 21 863      | 36,39       |  |
| Votants | Votants                                    | Votants        | 37 629       | 62,64        | 38 211      | 63,61       |  |
| Blancs et nuls | Blancs et nuls                             | Blancs et nuls | 632          | 1,68         | 1 821       | 4,77        |  |
| Exprimés | Exprimés                                   | Exprimés       | 36 997       | 98,32        | 36 390      | 95,23       |  |
| Source : France, Ministère de l'intérieur. Les Elections législatives . Métropole., la Documentation française, 1963 (lire en ligne) |                                            |                |              |              |             |             |  |

### Troisième circonscription de la Drôme
| Candidat | Candidat                   | Parti          | Premier tour | Premier tour | Second tour | Second tour |  |
| Candidat | Candidat                   | Parti          | Voix         | %            | Voix        | %           |  |
| --- | -------------------------- | -------------- | ------------ | ------------ | ----------- | ----------- |  |
| | Henri Durand sortant réélu | CNIP           | 11 220       | 29,40        | 19 080      | 46,26       |  |
| | Maurice Michel             | PCF            | 9 792        | 25,67        | 12 871      | 31,20       |  |
| | Paul Deval                 | Divers gauche  | 6 560        | 17,19        | 9 296       | 22,54       |  |
| | Pierre Didier              | UNR-UDT        | 6 517        | 17,08        |             |             |  |
| | Auguste Delaye             | SFIO           | 4 063        | 10,65        |             |             |  |
| |                            |                |              |              |             |             |  |
| Inscrits | Inscrits                   | Inscrits       | 61 910       | 100,00       | 61 884      | 100,00      |  |
| Abstentions | Abstentions                | Abstentions    | 23 379       | 37,76        | 20 094      | 32,47       |  |
| Votants | Votants                    | Votants        | 38 531       | 62,24        | 41 790      | 67,53       |  |
| Blancs et nuls | Blancs et nuls             | Blancs et nuls | 379          | 0,98         | 543         | 1,3         |  |
| Exprimés | Exprimés                   | Exprimés       | 38 152       | 99,02        | 41 247      | 98,7        |  |
| Source : France, Ministère de l'intérieur. Les Elections législatives . Métropole., la Documentation française, 1960 (lire en ligne) |                            |                |              |              |             |             |  |

### Troisième circonscription de l'Ardèche
| Candidat | Candidat                     | Parti          | Premier tour | Premier tour | Second tour | Second tour |  |
| Candidat | Candidat                     | Parti          | Voix         | %            | Voix        | %           |  |
| --- | ---------------------------- | -------------- | ------------ | ------------ | ----------- | ----------- |  |
| | Albert Liogier sortant réélu | UNR            | 10 830       | 31,28        | 20 893      | 59,48       |  |
| | Roger Roucaute               | PCF            | 10 598       | 30,61        | 14 231      | 40,52       |  |
| | Pierre Jourdan               | CNIP           | 8 847        | 25,55        |             |             |  |
| | Henri Escoutay               | SFIO           | 2 249        | 6,50         |             |             |  |
| | René Allier                  | MRP            | 2 058        | 5,64         |             |             |  |
| |                              |                |              |              |             |             |  |
| Inscrits | Inscrits                     | Inscrits       | 51 619       | 100,00       | 51 596      | 100,00      |  |
| Abstentions | Abstentions                  | Abstentions    | 16 340       | 31,66        | 14 548      | 28,2        |  |
| Votants | Votants                      | Votants        | 35 279       | 68,34        | 37 048      | 71,8        |  |
| Blancs et nuls | Blancs et nuls               | Blancs et nuls | 657          | 1,86         | 1 924       | 5,19        |  |
| Exprimés | Exprimés                     | Exprimés       | 34 622       | 98,14        | 35 124      | 94,81       |  |
| Source : France, Ministère de l'intérieur. Les Elections législatives . Métropole., la Documentation française, 1960 (lire en ligne) |                              |                |              |              |             |             |  |

### Deuxième circonscription de La Réunion
| | Valère Clément sortant réélu | UNR            | 27 737 | 100    |  |  |  |
| |                              |                |        |        |  |  |  |
| Inscrits | Inscrits                     | Inscrits       | 50 028 | 100,00 |  |  |  |
| Abstentions | Abstentions                  | Abstentions    | 18 063 | 36,11  |  |  |  |
| Votants | Votants                      | Votants        | 31 965 | 63,89  |  |  |  |
| Blancs et nuls | Blancs et nuls               | Blancs et nuls | 4 228  | 13,23  |  |  |  |
| Exprimés | Exprimés                     | Exprimés       | 27 737 | 86,77  |  |  |  |
| Source : France, Ministère de l'intérieur. Les Elections législatives . Métropole., la Documentation française, 1963 (lire en ligne) |                              |                |        |        |  |  |  |

### Quatorzième circonscription de l'Algérie française
| | Roger Roth élu   | Sans étiquette | 69 286  | 61,40  |  |  |  |
| | Gilbert Saramite | Sans étiquette | 38 201  | 33,85  |  |  |  |
| | Jean Demarquet   | Sans étiquette | 5 362   | 4,75   |  |  |  |
| | Rober Canova     | Sans étiquette | 0       | 0      |  |  |  |
| |                  |                |         |        |  |  |  |
| Inscrits | Inscrits         | Inscrits       | 227 411 | 100,00 |  |  |  |
| Abstentions | Abstentions      | Abstentions    | 112 360 | 49,41  |  |  |  |
| Votants | Votants          | Votants        | 115 051 | 50,59  |  |  |  |
| Blancs et nuls | Blancs et nuls   | Blancs et nuls | 2 202   | 1,91   |  |  |  |
| Exprimés | Exprimés         | Exprimés       | 112 849 | 98,09  |  |  |  |
| Source : France, Ministère de l'intérieur. Les Elections législatives . Métropole., la Documentation française, 1960 (lire en ligne) |                  |                |         |        |  |  |  |

## Élections partielles en 1960

### Première circonscription de Maine-et-Loire
| Candidat | Candidat                        | Parti                 | Premier tour | Premier tour | Second tour | Second tour |  |
| Candidat | Candidat                        | Parti                 | Voix         | %            | Voix        | %           |  |
| --- | ------------------------------- | --------------------- | ------------ | ------------ | ----------- | ----------- |  |
| | Jacques Millot élu              | UNR                   | 7 716        | 33,83        | 9 796       | 42,95       |  |
| | Prosper David                   | Modérés               | 5 773        | 25,31        | 6 606       | 28,96       |  |
| | Pierre Sicard                   | PCF                   | 4 208        | 18,45        | 4 611       | 20,22       |  |
| | Maurice Cormier                 | SFIO                  | 2 634        | 11,55        | 1 795       | 7,87        |  |
| | Louis Houdebine                 | MRP                   | 1 373        | 6,02         |             |             |  |
| | Jean-Albert Penet               | Extrême droite (UDCA) | 877          | 3,84         |             |             |  |
| | Robert de la Motte Saint-Pierre | Divers droite         | 229          | 1            |             |             |  |
| |                                 |                       |              |              |             |             |  |
| Inscrits | Inscrits                        | Inscrits              | 46 700       | 100,00       | 46 700      | 100,00      |  |
| Abstentions | Abstentions                     | Abstentions           | 23 169       | 49,61        | 23 401      | 50,11       |  |
| Votants | Votants                         | Votants               | 23 531       | 50,39        | 23 299      | 49,89       |  |
| Blancs et nuls | Blancs et nuls                  | Blancs et nuls        | 721          | 3,06         | 491         | 2,11        |  |
| Exprimés | Exprimés                        | Exprimés              | 22 810       | 96,94        | 22 808      | 97,89       |  |
| Source : France, Ministère de l'intérieur. Les Elections législatives . Métropole., la Documentation française, 1963 (lire en ligne) |                                 |                       |              |              |             |             |  |

## Élections partielles en 1961

### Septième circonscription de la Seine
| Candidat                          | Candidat                | Parti          | Premier tour | Premier tour | Second tour | Second tour |  |
| Candidat                          | Candidat                | Parti          | Voix         | %            | Voix        | %           |  |
| --------------------------------- | ----------------------- | -------------- | ------------ | ------------ | ----------- | ----------- |  |
|                                   | Gabriel Kaspereit élu   | UNR            | 8 618        | 39,00        | 10 917      | 51,33       |  |
|                                   | Janine Alexandre-Debray | CNI            | 5 014        | 22,69        | 6 799       | 31,97       |  |
|                                   | Raymond Barbé           | PCF            | 3 127        | 14,15        | 3 553       | 16,71       |  |
|                                   | René Moatti sortant     | Sans étiquette | 2 991        | 13,54        |             |             |  |
|                                   | André Joublot           | PSU            | 1 187        | 5,37         |             |             |  |
|                                   | Michel Garnier          | SFIO           | 1 113        | 5,04         |             |             |  |
|                                   | Elie Benyaich           | Divers droite  | 46           | 0,00         |             |             |  |
|                                   |                         |                |              |              |             |             |  |
| Inscrits                          | Inscrits                | Inscrits       | 57 978       | 100,00       | 57 978      | 100,00      |  |
| Abstentions                       | Abstentions             | Abstentions    | 35 574       | 61,36        | 36 285      | 62,58       |  |
| Votants                           | Votants                 | Votants        | 22 404       | 38,64        | 21 693      | 37,42       |  |
| Blancs et nuls                    | Blancs et nuls          | Blancs et nuls | 308          | 1,37         | 424         | 1,95        |  |
| Exprimés                          | Exprimés                | Exprimés       | 22 096       | 98,63        | 21 269      | 98,05       |  |
| Source : Ministère de l'Intérieur |                         |                |              |              |             |             |  |

## Élections partielles en 1962

### Circonscription des Comores
| | Ahmed Mohamed élu               | UNR            | 52 231 | 87,26  |  |  |  |
| | Said Mohamed Djaffar El Amdjade | Sans étiquette | 7 628  | 12,74  |  |  |  |
| |                                 |                |        |        |  |  |  |
| Inscrits | Inscrits                        | Inscrits       | 81 811 | 100,00 |  |  |  |
| Abstentions | Abstentions                     | Abstentions    | 21 666 | 26,48  |  |  |  |
| Votants | Votants                         | Votants        | 60 145 | 73,52  |  |  |  |
| Blancs et nuls | Blancs et nuls                  | Blancs et nuls | 286    | 0,48   |  |  |  |
| Exprimés | Exprimés                        | Exprimés       | 59 859 | 99,52  |  |  |  |
| Source : France, Ministère de l'intérieur. Les Elections législatives . Métropole., la Documentation française, 1963 (lire en ligne) |                                 |                |        |        |  |  |  |